# Vasyl Stoes

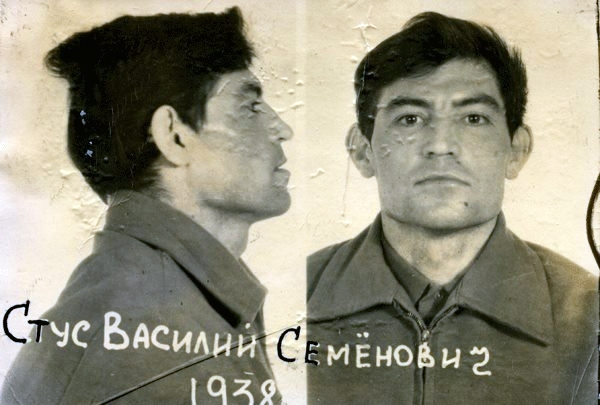
Stoes, gefotografeerd door de KGB in 1980.

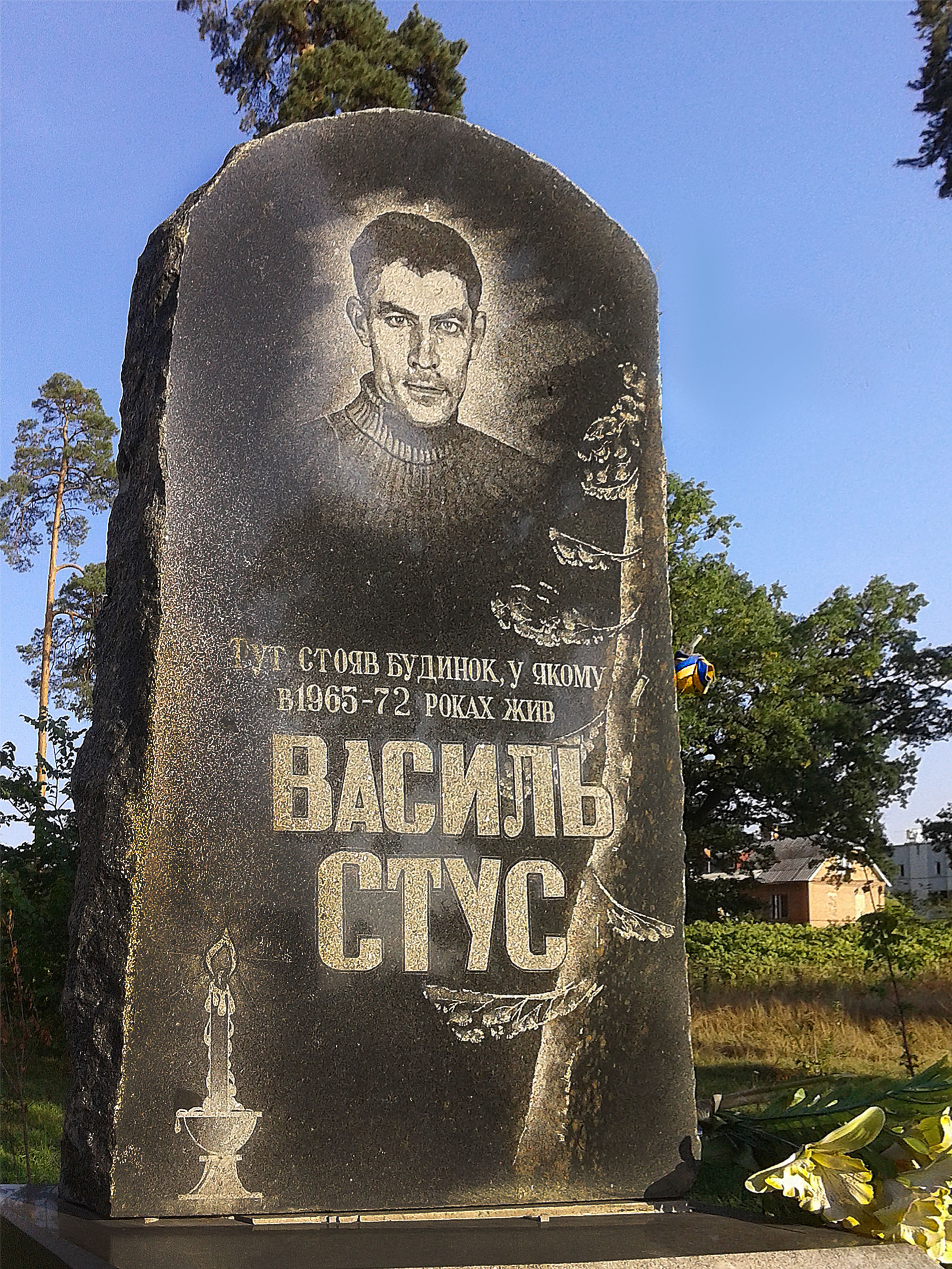
Monument op het Stoes-plein, waar het huis stond waar Stoes van 1965 tot 1972 woonde.

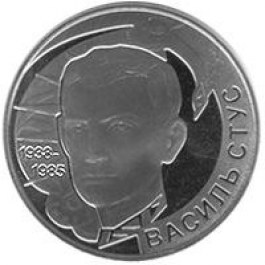
Herdenkingsmunt uitgegeven door de Nationale Bank van Oekraïne ter ere van Stoes.

Vasyl Semenovytsj Stoes (Oekraïens: Васи́ль Семе́нович Стус) (Rachnivka (OSS), 6 januari 1938 - Koetsjino (RSFSR), 4 september 1985) was een Oekraïense dichter, vertaler, literair criticus, journalist en een actief lid van de Oekraïense dissidentenbeweging. Vanwege zijn politieke overtuiging werden zijn werken verboden door het Sovjetregime en bracht hij dertien jaar in detentie door, tot zijn dood in Perm-36 (een Sovjet dwangarbeidskamp voor politieke gevangenen). Op 26 november 2005 kende de Oekraïense president Viktor Joesjtsjenko hem postuum de hoogste nationale titel toe: Held van Oekraïne. Stoes wordt algemeen beschouwd als een van de belangrijkste dichters van Oekraïne. Tientallen straten zijn naar hem vernoemd.

## Biografie
Stoes werd geboren in een boerenfamilie in het dorp Rachnivka (in de oblast Vinnytsja). Het jaar erop verhuisden zijn ouders naar Stalino (thans Donetsk), een jaar later voegden hun kinderen zich bij hen. Stoes kwam voor het eerst in aanraking met de Oekraïense taal en poëzie doordat zijn moeder Oekraïense volksliederen zong.
Na de middelbare school studeerde Stoes geschiedenis en literatuur aan het Pedagogisch Instituut in Stalino (tegenwoordig de Nationale Universiteit van Donetsk). In 1959 studeerde hij cum laude af. Na zijn afstuderen werkte Stoes korte tijd als leraar Oekraïense taal en literatuur op een middelbare school in het dorp Tauzjna in de oblast Kirovohrad, en werd vervolgens twee jaar ingelijfd bij het Sovjetleger. Tijdens zijn studie aan de universiteit en tijdens zijn militaire dienst in de Oeral begon Stoes poëzie te schrijven en vertaalde hij in het Oekraïens meer dan honderd verzen van Johann Wolfgang von Goethe en Rainer Maria Rilke. De originele exemplaren van zijn vertalingen werden later door de KGB in beslag genomen en gingen verloren.
Na zijn militaire dienst werkte Stoes tussen 1960 en 1963 als redacteur voor de krant Sotsialistytsjny Donbas ('Socialistische Donbas'). In 1963 startte hij met een doctoraal programma aan het Sjevtsjenko Instituut voor Literatuur van de Oekraïense Academie van Wetenschappen in Kiev. Tegelijkertijd publiceerde hij zijn geselecteerde poëzie.
In 1965 trouwde Stoes met Valentyna Popeljoech. Hun zoon werd geboren in 1966.

## Verzet
Op 4 september 1965, tijdens de première van Sergej Paradzjanov's film De vuurpaarden in de Kievse bioscoop Ukrayina, nam Stoes deel aan een protest tegen de arrestaties van Oekraïense intelligentsia. Als gevolg daarvan werd hij op 30 september uit het instituut gezet en verloor hij tevens zijn baan bij het Rijkshistorisch Archief. Vervolgens werkte Stoes op een bouwplaats, als brandweerman en ingenieur, en bleef hij gedichten schrijven.
In 1965 stuurde Stoes het manuscript van zijn eerste boek Круговерть ('Wervelwind') naar een uitgever, maar het werd afgewezen vanwege de discrepantie met de Sovjetideologie. Zijn volgende bundel Зимові дерева ('Winterbomen') werd eveneens afgewezen, maar het verscheen in 1970 wel in België.
Op 12 januari 1972 werd Stoes gearresteerd wegens "anti-Sovjet-agitatie en propaganda". Hij zat een gevangenisstraf van vijf jaar uit in een werkkamp en leefde twee jaar in ballingschap in de oblast Magadan. In augustus 1979 keerde hij na zijn straf terug naar Kiev en werkte in een gieterij. In oktober 1979 trad hij toe tot de Oekraïense Helsinki-groep (Українська Гельсінська Група), die mensenrechten in Oekraïne bewaakte.
Voorafgaand aan de Olympische Zomerspelen 1980 in Moskou werd hij op 14 mei 1980 opnieuw gearresteerd en kreeg hij een gevangenisstraf van 10 jaar wegens "anti-Sovjet-activiteit".
Stoes overleed nadat hij op 4 september 1985 een hongerstaking had afgekondigd. Op dat moment zat hij in een Sovjet dwangarbeidskamp voor politieke gevangenen nabij het dorp Kuchino. Tussen 1980 en 1987 stierven in dit kamp in totaal acht mensen, waarvan vier lid waren van de Oekraïense Helsinki-groep.

## Na zijn dood
In 1985 nomineerde een internationale commissie van wetenschappers, schrijvers en dichters Stoes voor de Nobelprijs voor de Literatuur van 1986, maar hij stierf voordat hij werd genomineerd.
Op 19 november 1989 werd het stoffelijk overschot van Stoes overgebracht naar Kiev en herbegraven op de Bajkove-begraafplaats. De ceremonie werd bijgewoond door meer dan 30.000 mensen.
De Oekraïense president Viktor Joesjtsjenko kende Stoes op 26 november 2005 postuum de hoogste nationale titel toe: Held van Oekraïne. 
Op 8 januari 2008 gaf de Nationale Bank van Oekraïne een herdenkingsmunt uit ter nagedachtenis aan Stoes, op 25 januari 2008 volgde Ukrposhta met een postzegel.
In december 2008 stuurde een groep huidige en voormalige studenten van de Nationale Universiteit van Donetsk een oproep aan de minister van Onderwijs, Ivan Vakarchuk, met het verzoek de universiteit te vernoemen naar Stoes. Vakarchuk steunde het initiatief en benaderde de rector van de universiteit met het verzoek de kwestie met het personeel en in de academische raad te bespreken. Op 17 februari 2009 stemden 62 van de 63 leden van de academische raad van de universiteit tegen het hernoemen van de universiteit. Als gevolg van de oorlog in de Donbass werd de universiteit verplaatst naar Vinnytsja en werd deze op 10 juni 2016 alsnog vernoemd naar Stoes, met 75 van de 105 stemmen.